# Anthurium subtriangulare
Anthurium subtriangulare är en kallaväxtart som beskrevs av Adolf Engler. Anthurium subtriangulare ingår i släktet Anthurium och familjen kallaväxter. Inga underarter finns listade.